# اوئگوئلا
اوئگوئلا شهری در شهرستان سابسه در استان بام در بورکینافاسوی شمالی است و جمعیت آن ۲۲۲ نفر است.